# Canal de Parry

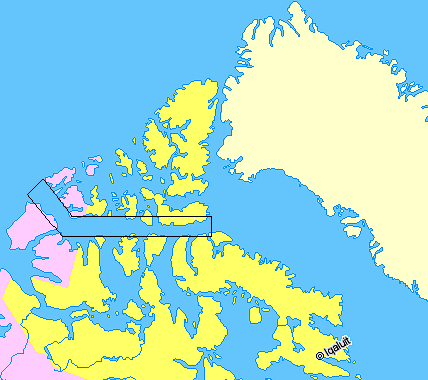
O canal de Parry fica a sul das Ilhas da Rainha Isabel, e está em destaque na imagem

O canal de Parry é um canal natural no centro do Arquipélago Ártico Canadiano, no território de Nunavut. Na direção este-oeste, liga a baía de Baffin a leste com o mar de Beaufort a oeste. O canal separa as ilhas da Rainha Isabel a norte, do resto de Nunavut. O canal de Parry Channel recebeu o seu nome a partir do explorador do Ártico William Edward Parry.
No seu ponto mais estreito, entre as ilhas Cornwallis e Somerset, o canal tem uma largura de cerca de 45 km.